# Clementinas de las Tierras del Ebro
Clementinas de las Tierras del Ebro, en français Clémentines des terres de l'Èbre est une IGP de clémentines (Citrus reticulata) espagnoles caractérisée par son climat et par le choix de 3 cultivars classiques: les clémentines 'fine', 'hernandina' et 'clemenules' ou 'de Nules'.

## l'IGP
Le règlement 2400/96 de la Commission du 17 décembre 1996 relatif à l'inscription de certaines dénominations dans le Registre des appellations d'origine protégées et des indications géographiques protégées relatif à la protection des IG (JO du 18 décembre 1996, p. 11) inscrit au registre des IGP Clementinas de las Tierras del Ebro ou Clementines de les Terres de l'Ebre.
La Demande d'enregistrement du nom «Clementinas de la Tierras del Ebro» ou «Clementines de les Terres de l'Ebre» conformément à l'art. 5 du règlement (CEE) n° 2081 est publiée au JOUE du 29 janvier 2003 et enregistrée le 23 septembre 2003. l'organisme de régulation est le Consejo Régulateur de la IGP Clémentines de la Terre de l'Èbre, l'organisme de controle est le Consejo Régulateur de la IGP Clémentines de la Terre de l'Èbre tous deux à Tortosa. En 2011, l'IGP est opposable en Chine.
La zone de production couvre des communes des régions du Baix Ebre et du Montsià, extrême sud du districts de Tarragone, limitrophe de la province de Valence, soit le Delta de l'Èbre. Le climat (amplitudes thermiques jour/nuit, hivers froids) induit une longue période de maturation des fruits sur l'arbre d'où une bonne qualité gustative, fruits juteux, colorés et bonne consistance de la peau facile à peler. Les fruits sont réputés pour leur équilibre douceur/acidité (le niveau de sucre étant assez bas, de l'ordre de 10 ° brix.

## Les cultivars

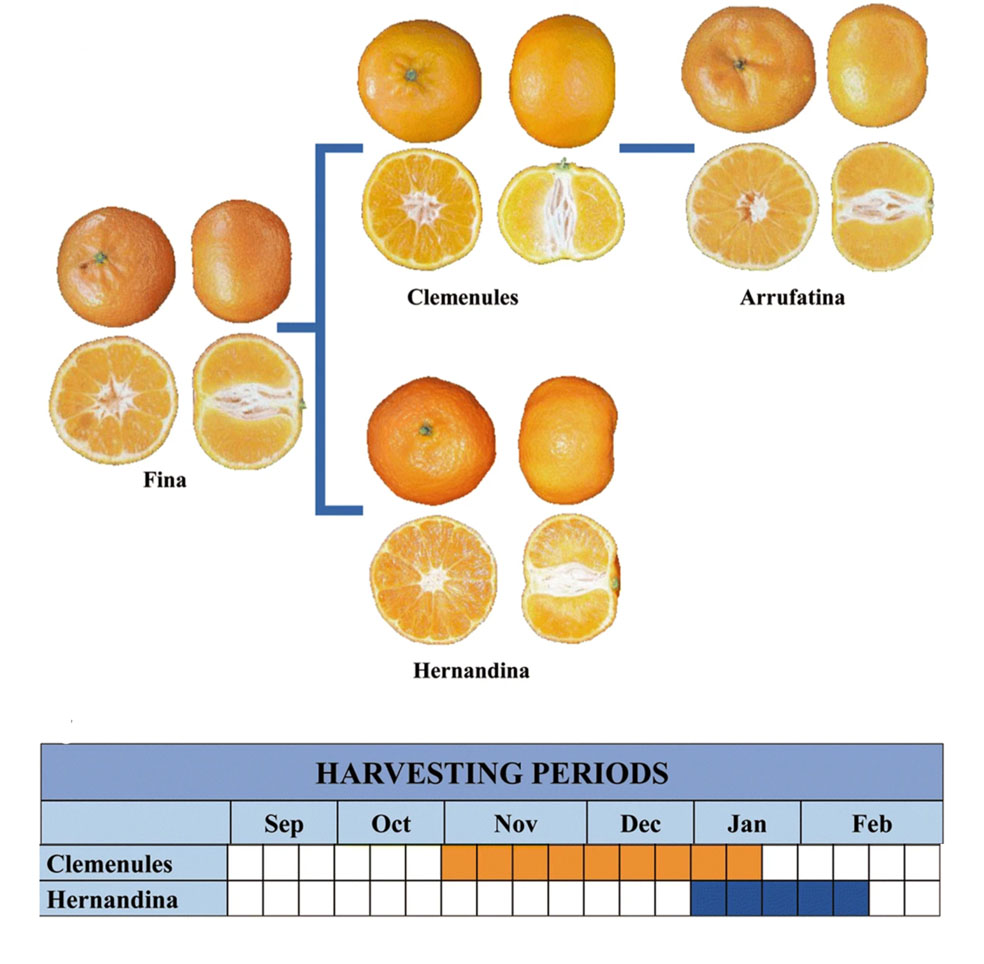
Descendance de Fina

La culture des clémentines date des années 1960 en Espagne. Le cahier des charges de l'IGP donne les caractéristiques détaillées des 3 cultivars et de leurs fruits. Ces 3 cultivars produisent de mi-novembre à février. Le ratio jus/pulpe de Fine et Hernandina est le plus faible des clémentines (autour de 60 %) alors qu'il est le plus élevé pour de Nules (78 %), ces 3 cultivars ont un contenu moyen très élevé en vitamine C (respectivement 42 %, 46 % et 47 %). La proximité génétique de ces clémentiniers a permis de mettre en évidence que la régulation de la maturation des fruits est faite par des facteurs de transcription agissant sur des gènes de la famille MADS box actifs dans la biosynthèse de l'éthylène, des synthases SAM et ACC et de l'ACC oxydase.

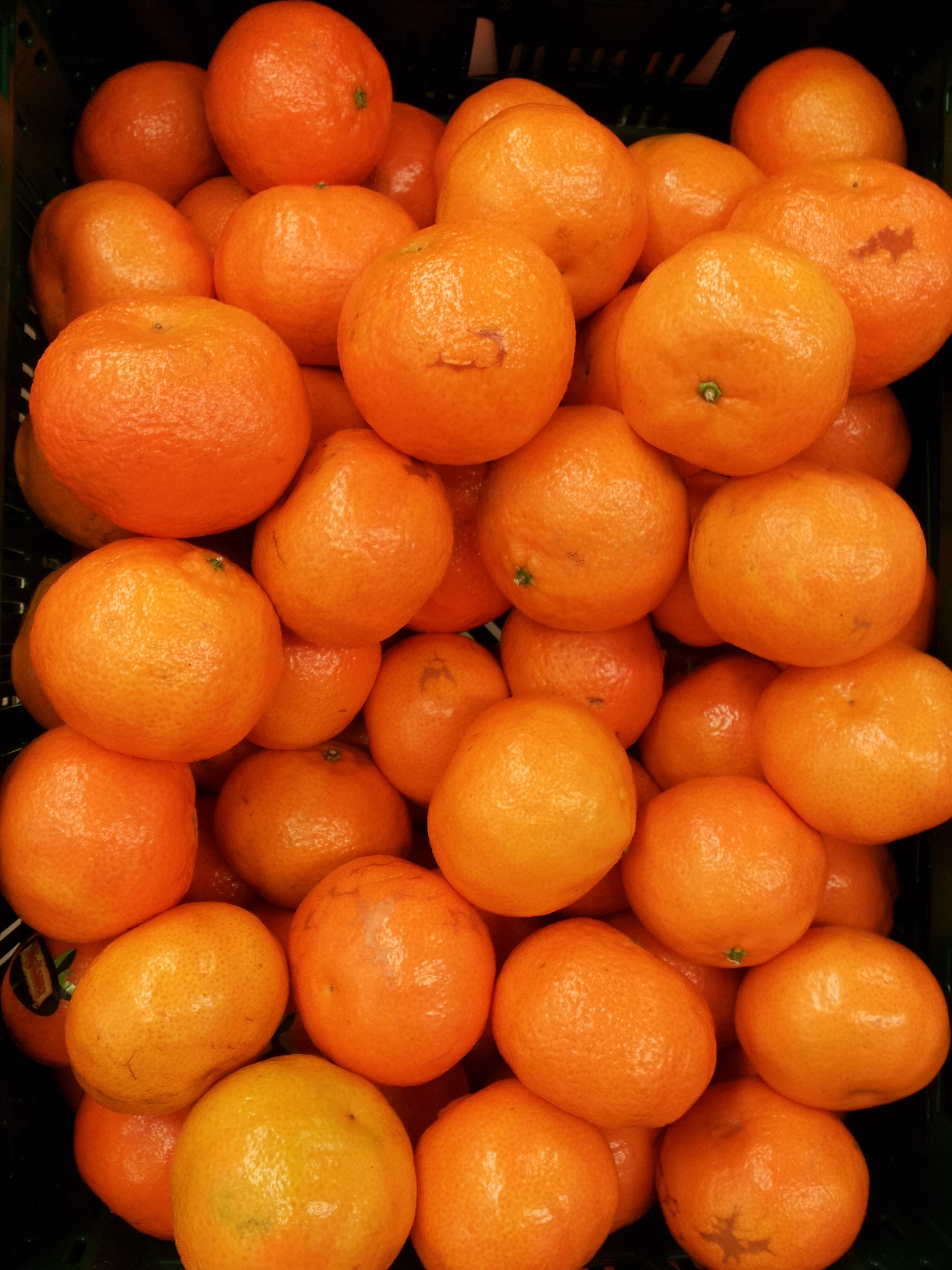
Clemenules

### 'Fine'
Se récolte du 10 novembre au 10 janvier (pleine saison). Les 'Fine' ou 'Fina' existe aussi en Calabre ('fine de Calabre') et en Corse ('fine de Corse'), Le cultivar est ancien - considéré comme l'ancêtre des clémentines (Algérie 1906?), première variété de clémentine introduite en Espagne en 1925 et planté en Catalogne dès 1956. Le fruit est petit, d'une excellente qualité.

### 'Hernandina'
Peut se récolter tardivement de mi-janvier à mi-février. Apparue à Picassent (Valencia) en 1966, il s'agit d'un mutant spontanée de Fine. La plante est sensible à Phytophthora citricola.

### 'Clemenules' ou 'de Nules'
Se récolte de début novembre à fin décembre. Clemenules, originaire de Nules, est un autre mutant spontanée de Fine. Nombreux synonymes Nulesina, Clementina Reina, Clementina Victoria.